# Hylaeus scutaticornis
Hylaeus scutaticornis är en biart som beskrevs av Michener 1965. Hylaeus scutaticornis ingår i släktet citronbin, och familjen korttungebin. Inga underarter finns listade i Catalogue of Life.

## Bildgalleri

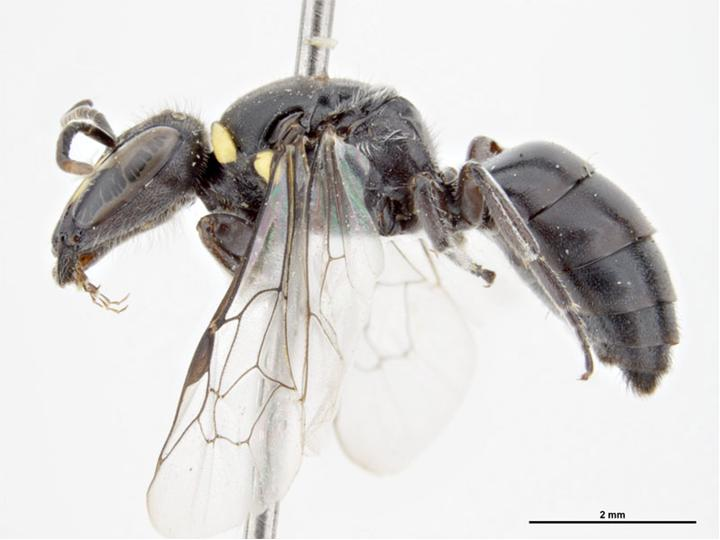
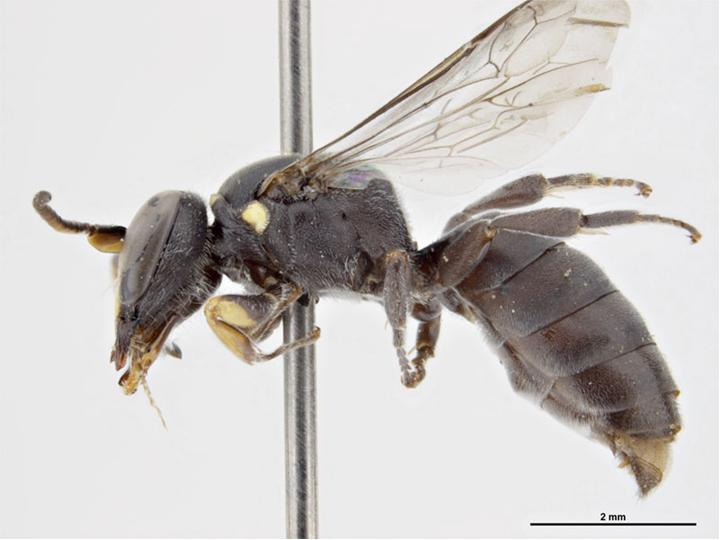